# Andreas von Könneritz
Andreas von Könneritz († 8. Mai 1496) war ein deutscher Domherr.

## Leben
Könneritz stammte aus der Adelsfamilie von Könneritz. 1439 wurde er an der Universität Leipzig immatrikuliert und dort 1442 zum Baccalarius promoviert. 1451 findet er erstmals als Priester Erwähnung. Im gleichen Jahr machte er dem Kloster Langendorf zusammen mit seinen Brüdern Heinrich und Burkhardt (vielleicht identisch mit dem Propst des Klosters) eine bedeutende Stiftung in Gedenken an ihren verstorbenen Onkel Heinrich von Könneritz. Außerdem stifteten sie einen Altar in der Dorfkirche Poserna. Beide Stiftungen, die letztlich auch der Versorgung des Geistlichen Andreas von Könneritz dienten, wurden vermutlich zu einem großen Teil aus dem Nachlass ihres Onkels finanziert.
Ab 1468 ist Andreas von Könneritz als Domherr in Naumburg (Saale) nachweisbar und ab 1494 als Senior seines Kapitels. Zudem war er  Provisor (Verwalter) des Klosters in Langendorf. Am 8. Mai 1496 starb er. Sein Grabmal befindet sich im Naumburger Dom. Es zeigt ihn auf einer Konsole stehend, den Kelch segnend.